# تشامبيون (ألبرتا)
تشامبيون (بالإنجليزية: Champion, Alberta)‏ هي قرية تقع في كندا في ألبرتا. يقدر عدد سكانها بـ 378 نسمة ومساحتها 0.88 كم2 و وترتفع عن سطح البحر 960 متر.